# (9923) Ronaldthiel
(9923) Ronaldthiel est un astéroïde de la ceinture principale.

## Description
(9923) Ronaldthiel est un astéroïde de la ceinture principale. Il fut découvert le 7 mars 1981 à l'observatoire de Siding Spring par Schelte J. Bus. Il présente une orbite caractérisée par un demi-grand axe de 2,81 UA, une excentricité de 0,07 et une inclinaison de 4,4° par rapport à l'écliptique.